# Garrison (Dakota del Nord)
Garrison è un centro abitato (city) degli Stati Uniti d'America, situato nella Contea di McLean, nello Stato del Dakota del Nord. Nel censimento del 2022 la popolazione era di 1.467 abitanti. La città è stata fondata nel 1905.

## Geografia fisica
Secondo i rilevamenti dell'United States Census Bureau, la località di Garrison si estende su una superficie di 3,60 km², tutti occupati da terre.

## Popolazione
Secondo il censimento del 2022, a Garrison vivevano 1.467 persone, La densità di popolazione era di 407,5 ab./km². 